# 크레디트 스위스
크레디트 스위스 그룹 AG(프랑스어: Credit Suisse Group AG)는 스위스 취리히에 있는 금융 기관이다. 스위스의 정치인, 사업가이자 은행가 알프레드 에셔(Alfred Escher)에 의해 1856년 창립되었다. 투자은행, 프라이빗 뱅킹, 자산운용 등을 제공한다. 세계에서 가장 중요한 은행 중 하나로 간주된다.

## 역사
- 1856년 - 스위스 철도 건설에 자금을 지원하기 위해 크레디트 스위스가 설립되다.
- 1905년 - 바젤에 첫 지부를 설립하다.
- 1940년 - 첫 해외 지부를 설립하다. (미국 뉴욕)
- 1978년 - 미국 퍼스트 보스턴사와 협동을 시작하다.
- 1988년 - 퍼스트 보스턴 사의 지분을 보유하고 이름을 CS 퍼스트 보스턴으로 변경하다.
- 1989년 - CS 홀딩스를 모회사로 삼다.
- 1990년 - 로이 은행(Bank Leu)을 인수하다.
- 1993년 - 스위스 폴크스방크(Swiss Volksbank)을 인수하다.
- 1994년 - 스위스리와 전략적 제휴를 맺다.
- 1995년 - 빈터투어 그룹과 전략적 제휴를 맺다.
- 1996년 - CS 홀딩스가 크레디트 스위스 그룹으로 바뀌다.
- 1997년 - 빈터투어 그룹과 합병하다.
- 2000년 - DLJ(Donaldson, Lufkin & Jenrette)를 인수하다.
- 2001년 - F1 경주팀인 BMW 자우버의 스폰서가 되다.
- 2002년 - 그룹 내에 '크레디트 스위스 금융'과 '크레디트 스위스 퍼스트 보스턴(CSFB)'의 두 체제를 두다.
- 2004년 - 그룹의 구조를 '크레디트 스위스', '크레디트 스위스 퍼스트 보스턴', '빈터투어'의 세 부분으로 나누다.
- 2006년 - 크레디트 스위스를 하나의 은행으로 다시 연합하다. 이에 빈터투어는 AXA에게 넘어가고 퍼스트 보스턴(CSFB)에 해당하는 부분은 퇴출당하다. 새롭게 조직된 은행이 CSFB의 위치를 채우다.
- 2008년 - 28억 5천만 달러에 달하는 자산이 과대평가되어 있다는 판단에 따라, 해당 액수만큼 크레디트 스위스의 기발행 주식을 소각하다.
- 2023년 3월 19일 - 유동성 위기에 처한 후, 스위스 정부의 지원을 바탕으로 라이벌 UBS 그룹에 전격 인수되다.

## 위기
크레디트 스위스는 라이벌인 UBS가 스위스 정부에서 구제금융을 받은 것과 달리, 전세계 은행 중 2007~2008년 세계 금융 위기에서 상대적으로 작은 피해를 입고 구제금융 없이 위기를 넘겼다. 월스트리트저널은 “CS의 몰락은 자신감에 차서 지난 금융위기를 탈출했던 방식에 뿌리를 두고 있다. CS는 위기가 은행을 어떻게 변화시켰는지에 적응하는 속도가 느렸다.”고 평가했다.
2021년 부터 무리한 투자로 큰 손실을 보기 시작했다. 2021년 3월 영국의 핀테크 스타트업인 그린실 캐피탈이 부도를 냈다. 그린실은 ‘공급망 금융’ 즉, 일종의 ‘어음깡(외상매출채권 할인)’을 온라인으로 해주는 기업으로 소프트뱅크 비전 펀드가 투자하고, 창업자가 영국 여왕 훈장을 받은 스타트업이었다. 크레디트 스위스는 그린실의 자산유동화증권에 투자하는 ‘공급망 금융 펀드’를 2017년부터 4개 펀드로 내놔서 100억 달러어치를 팔았다. 그린실이 위험하다는 경고는 내부에서도 계속해서 나왔지만 펀드 판매를 멈추지 않았고, 거래 기업들의 코로나19로 인한 부도로 그린실이 문을 닫았을 때는 크레디트 스위스도 막대한 손실을 입었다.
3주 뒤에는 빌 황의 아케고스 캐피탈 메니지먼트가 부도를 냈다. 5~10배짜리 레버리지 투자를 하던 아케고스가 주가하락으로 마진 콜(증거금 추가납입 요구)을 맞았고, 결국 디폴트(채무상환 불이행)를 선언했다. 크레디트 스위스는 이 사태에서 가장 많은 55억 달러의 손실을 봤는데, 한해 이익에 해당하는 큰 돈이었다.
2022년 2월 비밀계좌 고객 3만명 폭로 사건이 터졌다. 내부고발자가 고객 3만명의 계좌 정보를 언론에 넘겼는데. 요르단 국왕, 이집트의 대통령 아들, 파키스탄 정보부 수장 아들, 레바논 가수 여자친구 살해를 청부한 억만장자 등 검은돈이라 의심할 계좌 리스트가 드러났다. 이 폭로로 스위스 은행의 비밀주의에 대한 신뢰도 흔들렸다.
긴박해진 크레디트 스위스 경영진은 급진적인 구조조정안을 내놨다. 향후 3년 동안 전체 직원 5만여명 중 9000명을 해고하고, 투자은행 부문을 정리하겠다고 밝혔다. 동시에 사우디아라비아의 국립은행이 15억 달러에 크레디트 스위스 지분 9.9%를 사들이며 최대주주가 되었다.
2023년 초 실리콘 밸리 뱅크가 파산하자 시장의 관심은 다시 크레디트 스위스로 몰렸다. 2022년 4분기에 은행 예금 잔고가 37% 감소할 정도로 이미 불안정해진 은행은 최대주주인 사우디국립은행 회장이 “지분율 규제 때문에 CS에 추가 지원 계획이 없다”는 발언으로 붕괴 위기에 처한다. 1월 15일 은행의 주가는 한때 30% 하락했다.
스위스 국립은행은 현지시간으로 1월 16일 새벽2시에 500억 스위스 프랑(약 70조6000억원)의 긴급 자금을 지원하겠다고 발표했음에도 하루에 100억 달러 넘는 고객 예금이 빠져나가는걸 막을 수 없었다. 결국 스위스 정부는 라이벌이자 스위스 최대은행인 UBS를 압박해 서둘러 합병을 밀어붙인다. UBS는 당초 제시했던 인수가(10억 달러)보다 3배인 30억 스위스프랑(32억 달러)에 크레디트 스위스를 떠안게 되었다.

## 같이 보기
- 스위스 은행

## 공식 홈페이지
- 크레디트 스위스  - 공식 웹사이트